# Cariri (raça ovina)
Cariri é uma raça de ovelha desenvolvida na região nordeste do Brasil.

## História
A raça surgiu do cruzamento de exemplares com mutação dominante de ovelhas Morada Nova e Santa Inês, posteriormente cruzadas com a raça Black-Belle.

## Características
A raça é de dupla aptidão para carne e couro, mocho, destacando-se por ser muito rústica, reduzindo bastante os custos de criação. Por ter se desenvolvido no semiárido nordestino, se adapta bem a regiões de muito calor e adaptado para digestão de vegetação nativa, conseguindo sobreviver bem digerindo gramíneas, folhas e ramos secos em épocas de estiagem (comum na caatinga) quando criado em regime extensivo explorando a vegetação nativa. São animais de grande altura e pesados, com machos adultos pesando de 70 a 90 quilos e as fêmeas adultas de 40 a 50 quilos. A raça é muito prolífica ocorrendo partos múltiplos com bastante frequência.

## Distribuição do plantel
A grande maioria dos animais estão concentrados no nordeste brasileiro.

## Importância
A raça além de possuir grande importância econômica e alimentar no nordeste, também é muito importante no aspecto genético por conservar genes que podem ser úteis à caprinovinocultura.